# Kyösti Järvinen
Gustaf (Kyösti) Nestor Järvinen (né le 31 mars 1869 à Jyväskylä – mort le 31 mars 1957 à Helsinki) est le directeur de l'École supérieure de commerce d'Helsinki, homme politique, député  et ministre de Finlande,.

## Ouvrages

### Monographies
- Preussin maalaiskunnista. Helsinki 1895
- Verotusreformi Preussissä vuosina 1891 ja 1893. Porvoo 1895
- Suomen maalaiskunnat ja niiden talous 1890-luvun alussa : finanssitilastollinen tutkimus, väitöskirja. Otava, Jyväskylä 1899
- Suomen maalaiskuntain finanssitilasto. 1 ja 2 nidos. Tekijä, Jyväskylä 1899
- Yleinen kauppahistoria : lyhyt esitys kansainvälisen kaupan ja myöskin Suomen kauppaolojen kehityksestä 1900-luvun alkuun asti : ulkomaisten ja kotimaisten lähteiden mukaan. Suomen liikemiesten kauppaopiston julkaisuja 2. Joh. K. Lindstedt, Helsinki 1902
- Tiede ja liike-elämä ; esitelmä pidetty tammikuussa 1903. Kansataloudellisen yhdistyksen esitelmiä. 3 sarja 15. Otava, Kuopio 1903
- Liikeapulaiskysymys ja yhteiskunnallinen lainsäädäntö. WSOY 1905
- Kauppakorkeakoulukysymys ja sen ratkaisu Suomessa. Yhteiskuntataloudellisia kirjoituksia 4. Helsinki 1907
- Liikenne ja liikennepolitikka : Suomen oloja silmälläpitäen esitetty. Suomen liikemiesten kauppaopiston julkaisuja 15. WSOY 1911
- Juutalaiset nykyaikaisen talouselämän kehittäjinä. Ajankysymyksiä 1. WSOY 1912, Werner Sombartin teoksesta Die Juden und das Wirtschaftsleben
- Liikeopinnoista ja liike-elämästä : puheita. WSOY 1912
- Kansainväliset rahamarkkinat ja kansallisten näkökohtain vaikutus niihin. Ajankysymyksiä 7. WSOY 1915
- Kauppakamarit : niiden muodot ja merkitys. Suomen liikemiesyhdistyksen julkaisuja 3. WSOY 1916
- Kansainvälinen kauppa : sen edellytykset, organisaatio ja usanssit ; Suomen oloja silmälläpitäen esittänyt Kyösti Järvinen. Otava 1917
- Skandinavian maiden uusista kauppalaeista. Suomen liikemiesyhdistyksen julkaisuja 4. WSOY 1917
- Ulkomaankauppaa edistävä tiedonantotoiminta : esitelmä 15 yleisessä kauppiaskokouksessa Viipurissa 22 p. elokuuta 1919. Suomen keskuskauppakamarin julkaisuja 1. Helsinki 1919
- Walmis Westerlund ja Suomen liikemiesten kauppaopiston perustaminen : esitelmä S. L. K. oppilasyhdistyksen 20-vuotisjuhlassa 26 p. tammik. 1918. Suomen liikemiesten kauppaopisto, Helsinki 1919
- Suomen osanotto kansainvälisiin kauppajärjestöihin. Valtioneuvosto, Helsinki 1921
- Der Zahlungsverkehr im Aussenhandel Finlands vor der Ausbildung des einheimischen Bankwesens : ein Beitrag zur Entwicklungsgeschichte des internationalen Zahlungswesens. Probleme der Weltwirtschaft 30. Verlag von Gustav Fischer, Jena 1921
- Kauppausanssit. Liike-elämä 5. Otava 1923
- Liiketalous. Liike-elämä, Kaupan ja teollisuuden tietokirja 6. Otava 1923
- Suomen leveranssiusanssit : kansainvälisen kauppakamarin tiedustelun johdosta. Helsinki 1923
- Liikenne. Liike-elämä 9. Otava 1926
- Suomen valtion talous : eräitä selvitteleviä suuntaviivoja. Yhteiskuntataloudellisia kirjoituksia 24. Otava 1927
- Suomen valtiontalouden nykyinen asema : esitelmä Kansantaloudellisen yhdistyksen kokouksessa tammikuun 25 päivänä 1927. Porvoo 1927
- Kauppapolitiikka. Liike-elämä 3. Otava 1928
- Suomen yleisten kauppiaskokousten historia : Suomen kauppiaskunnan järjestötoiminta 1880-luvun alusta 1920-luvun alkuun ; Kauppa- ja teollisuuspäiväin sekä Keskuskauppakamarin antaman toimen johdosta Kyösti Järvinen. Otava 1931
- Kauppapolitiikan olemus ja uusimmat ongelmat. Helsinki 1935
- Pankkitekniikka : erityisesti Suomen oloja silmälläpitäen. Otava 1935
- Rautatiet ja maan yleinen kehitys teoksessa Valtionrautatiet 1912-1937. Helsinki 1937
- Liikeorganisatio. Otava 1939, 2. uus. painos 1951
- Kauppaopin ja kauppaoikeuden alkeet. Otava 1940, 2. uus. painos 1943
- Sata vuotta Suomen tukkukauppaa 1-2 ; kirj. Kyösti Järvinen ja Paavo Korpisaari. Kustannusliike Suomen kauppa ja teollisuus oy, Helsinki 1940
- Talous-osakekauppa 1902-1942 : neljä vuosikymmentä suomalaisen suurliikkeen vaiheita. Helsinki 1942
- Suomen keskuskauppakamari : katsaus viidenkolmatta vuoden toimintaan 1918-1943. Suomen keskuskauppakamari, Helsinki 1943
- Vientiorganisation kehitys Suomessa. Otava 1943
- Yrittäjäkutsumus kautta aikain. WSOY 1948
- Maalaispappilasta maailmalle : muistelmia kahdeksan vuosikymmenen ajalta. Gummerus 1952
- Satakymmenen runoa : vähän nuoruuden, enemmänkin vanhuuden päiviltä. Tekijä, Helsinki 1956

### Traductions
- (fi) Edmond de Pressensé (trad. Kyösti Järvinen), Totinen vapaus kristillisyyden kannalta : neljä luentoa [« La Vraie liberté »], Gummerus, 1888
- Georg Adler : Yhteiskunnallinen kysymys ; kansantaloudellisen yhdistyksen toimesta suom. Kyösti Järvinen. Tieteen työmailta 7. Otava 1905